# Antrelac

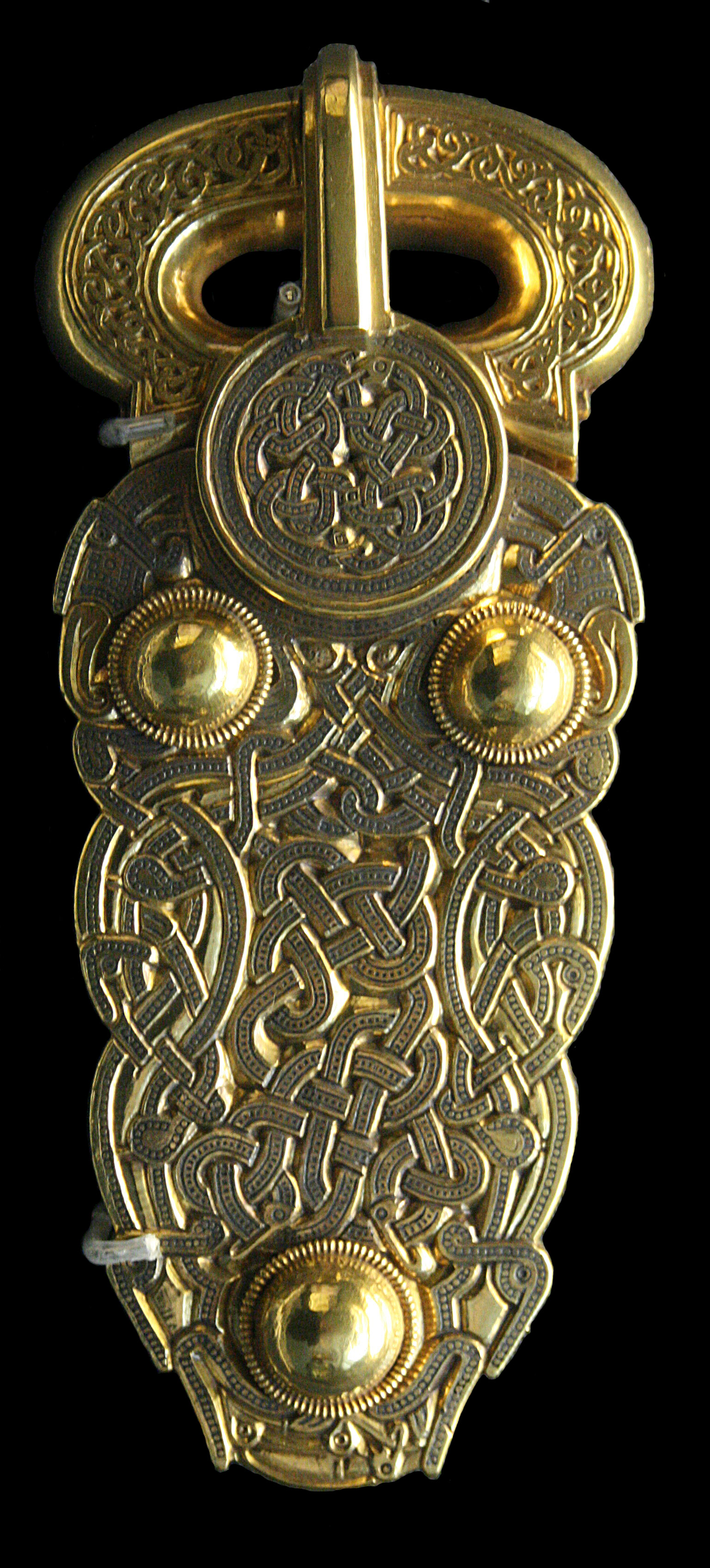
Cataramă de centură anglo-saxonă de aur cu antrelacuri, de la Sutton Hoo, secolul al VII-lea

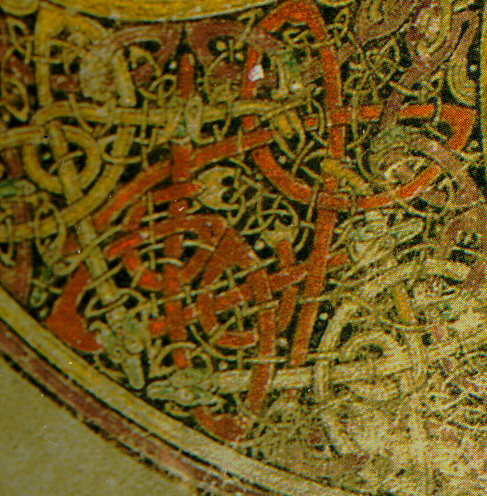
Detaliu al unui antrelac complex din Cartea din Kells

În artele vizuale, antrelacul este un element decorativ găsit în arta medievală. În antrelac, benzile sau porțiunile altor motive sunt împletite și înnodate în modele geometrice complexe, adesea pentru a umple un spațiu. Antrelacul e comun în arta perioadei de migrație din Europa de Nord, în special în arta insulară a Irlandei și a Insulelor Britanice și în arta vikingă a Evului Mediu Timpuriu, și în arta islamică. 
Modelele împletite și interconectate, numite „plaits” în engleza britanică, se găsesc în arta romană târzie în multe părți ale Europei, în podele cu mozaic și în alte medii. Manuscrisele și textilele copte ale Egiptului creștin din secolele al 5-lea și al 6-lea sunt decorate cu antrelacuri, purtând o „asemănare izbitoare” la cele mai vechi tipuri de noduri găsite în manuscrisele insulare din Iralanda și Insulele Britanice.

## Istorie și aplicare

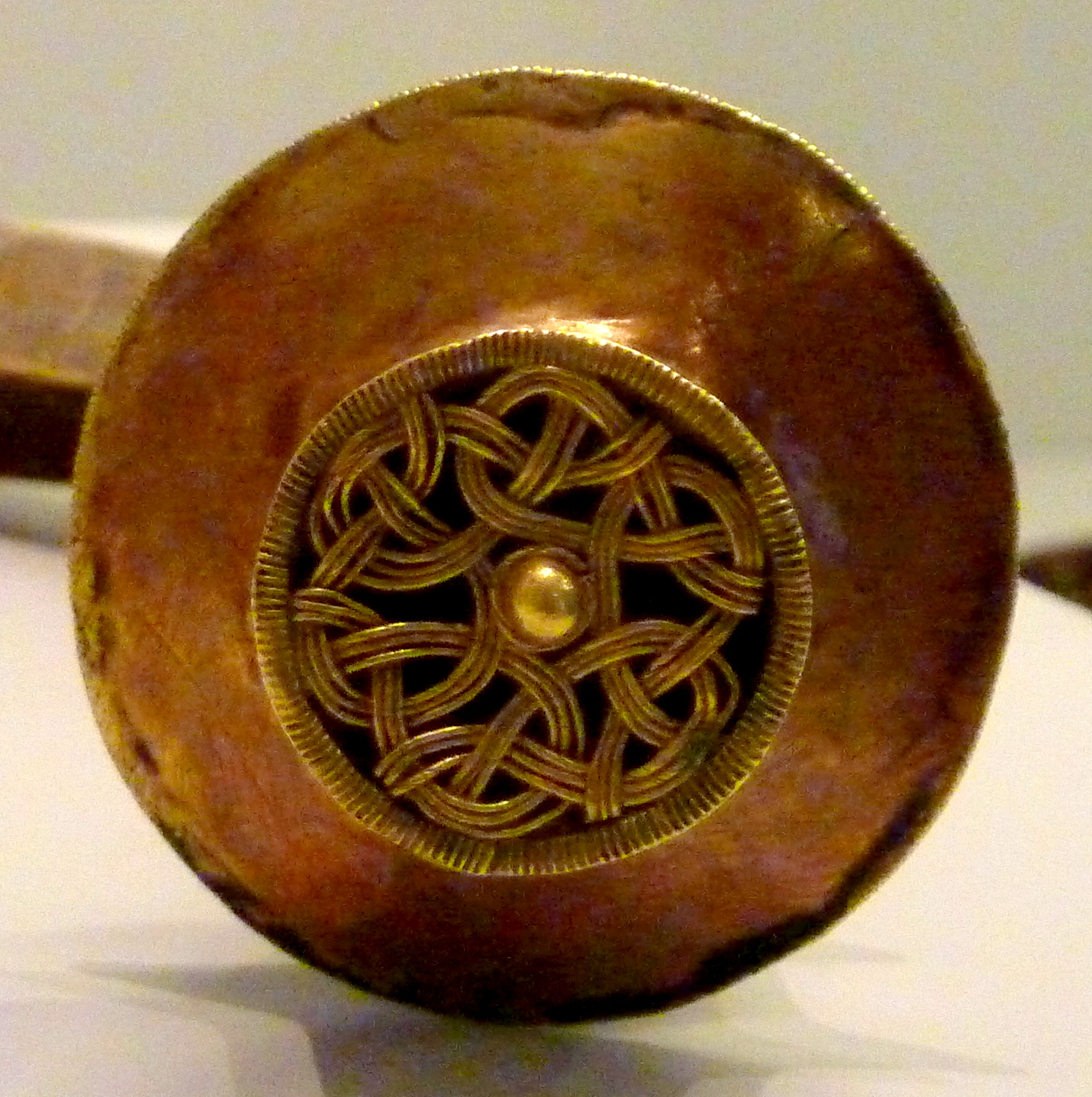
Antrelac cu simetrie rotativă: Torque de Foxados, din Epoca Fierului, în Museo de Pontevedra din Galicia

### Europa de Nord
Antrelacul e o caracteristică cheie a decorului în stilul animal „Stilul II” al artei din perioada migrației și se găsește pe scară largă în Europa de Nord și a fost transportat de longobarzi în nordul Italiei. De obicei, „panglicile” lungi se termină în cele din urmă în capul unui animal. Până în jurul anului 700, devine mai puțin obișnuit în cea mai mare parte a Europei, dar continuă să se dezvolte în Insulele Britanice și Scandinavia, unde se găsește pe obiecte de metal, sculpturi de lemn, pietre runice, cruci înalte și manuscrise anluminate din secolele al VII-lea-al XII-lea. Artistul George Bain a caracterizat primele noduri insulare găsite în Cartea din Durrow din secolul al VII-lea și în fragmentul din cartea evanghelică a Catedralei din Durham ca „împletituri rupte și reîntregite”. Nu e sigur dacă modelele de împletituri copte au fost transmise direct la mănăstirile hiberno-scoțiene din estul Mării Mediterane sau au venit prin Italia lombardă. Istoricul în artă James Johnson Sweeney a susținut o comunicare directă între scriptoriile Irlandei creștine timpurii și mănăstirile copte din Egipt.
Acest nou stil a prezentat bestii alungite împletite în forme simetrice și poate să fie datat la mijlocul secolului al VII-lea pe baza datării acceptate a exemplelor din tezaurul de la Sutton Hoo. Cele mai elaborate ornamente zoomorfe întrețesute apar în arta Epocii Vikingilor în stilul Urnes (apărută înainte de 1050), unde cârceii designurilor foliate se împletesc cu animalele stilizate.
Înflorirea completă a antrelacurilor nord-europene a avut loc în arta insulară a Insulelor Britanice, unde ornamentul în stilul animal din nordul Europei s-a amestecat cu noduri de panglici și influențe creștine în lucrări precum Cartea din Kells și Crucea lui Cong. pagini covoare întregi au fost anluminate cu modele abstracte, inclusiv o mare folosire a antrelacului, iar crucile înalte din piatră au combinat panourile antrelacate cu cele figurative. Antrelacul insular a fost copiat în Europa continentală, îndeaproape în școala franco-saxonă din secolele al VIII-lea-al XI-lea și mai puțin în alte școli de anluminare carolingiene, unde tendința a fost de a adăuga frunze ornamentale. În arta romanică, acestea au devenit tipice, iar antrelacul în general e mult mai puțin complex. Se găsesc și unele forme de animale.

### Arta islamică
Modelele cu antrelacuri geometrice sunt frecvente în ornamentarea islamică. Ele pot să fie considerate un anumit tip de arabesc. Elementele arhitecturale omeiade, cum ar fi mozaicurile de podea, grilele de ferestre, sculpturile și picturile de perete, precum și lucrările decorative din metal din secolele al VIII-lea-al X-lea sunt urmate de antrelacuri complexe, comune în arta islamică medievală ulterioară. Antrelacuri elaborate se găsesc și în caligrafia kufică.

### Europa de Sud
Împletiturile și nodurile se găsesc des în arta bizantină, continuând folosirea romană, dar nu li se acordă o mare importanță. Un exemplu remarcabil de folosire pe scară largă a antrelacului e nodul cu trei panglici găsit în Croația medievală timpurie pe sculpturi în piatră din secolele al IX-lea-al XI-lea.
Antrelacurile sunt, de asemenea, un ornament important folosit în arhitectura brâncovenescă, un stil arhitectural care a evoluat în România în timpul administrației prințului Constantin Brâncoveanu la sfârșitul secolului al XVII-lea și începutul secolului al XVIII-lea. Mai târziu, la sfârșitul secolului al XIX-lea și în prima jumătate a celui de-al XX-lea, e refolosit în arhitectura neoromânească din România.

## Galerie

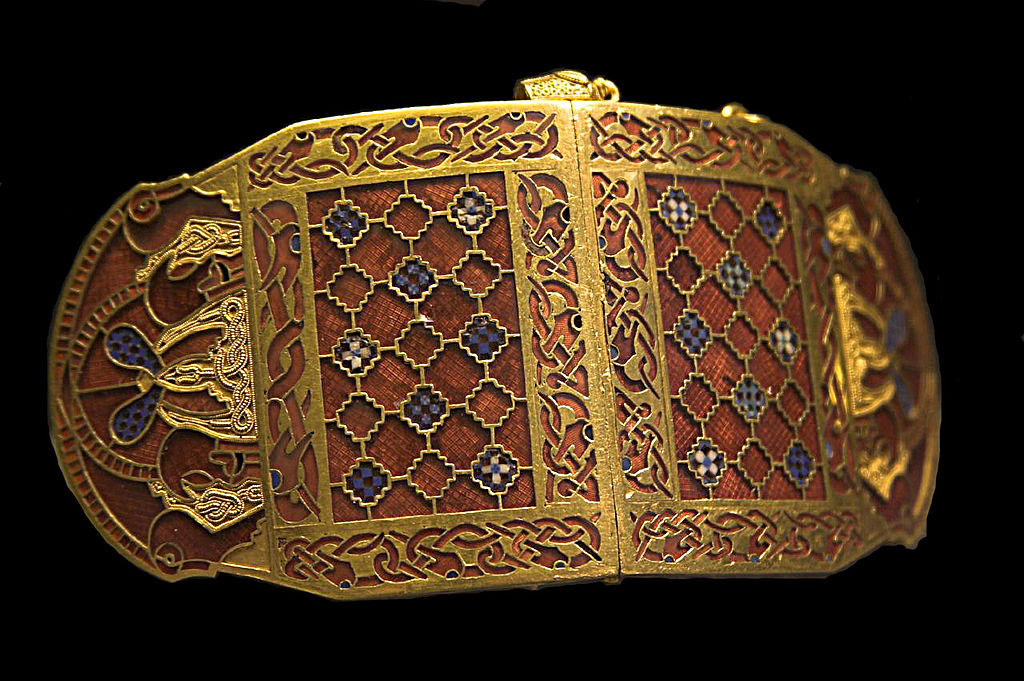
Cataramă de umăr cu antrelacuri zoomorfe schematice, de la Sutton Hoo, secolul al VII-lea timpuriu
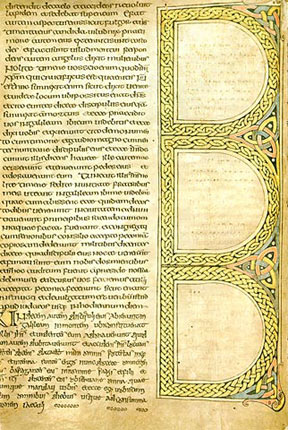
Antrelac insular timpuriu dintr-o Carte Evanghelică a Catedralei din Durham, mijlocul secolului al VII-lea
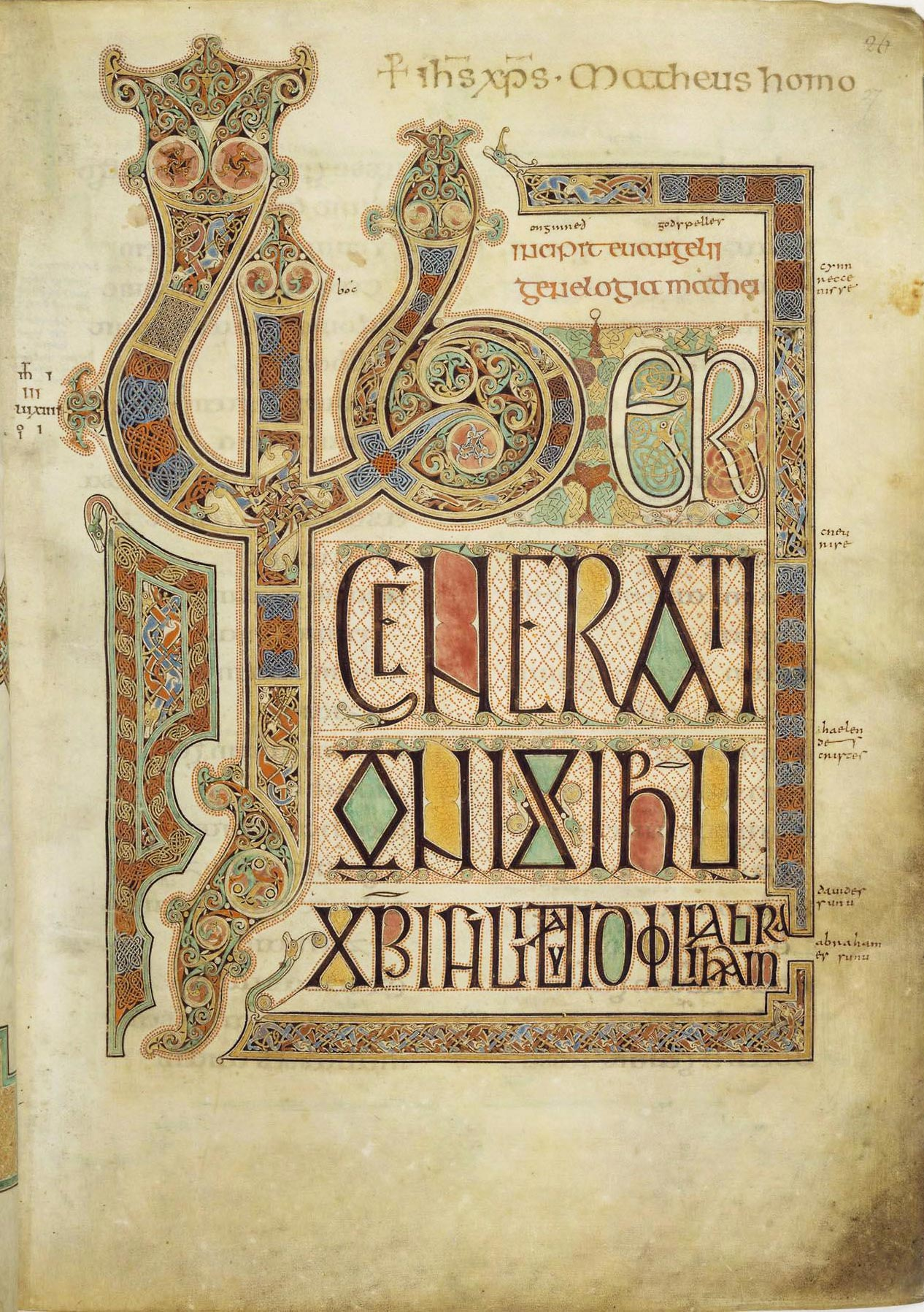
Antrelacuri din Evangheliile din Lindisfarne, secolul al VIII-lea timpuriu
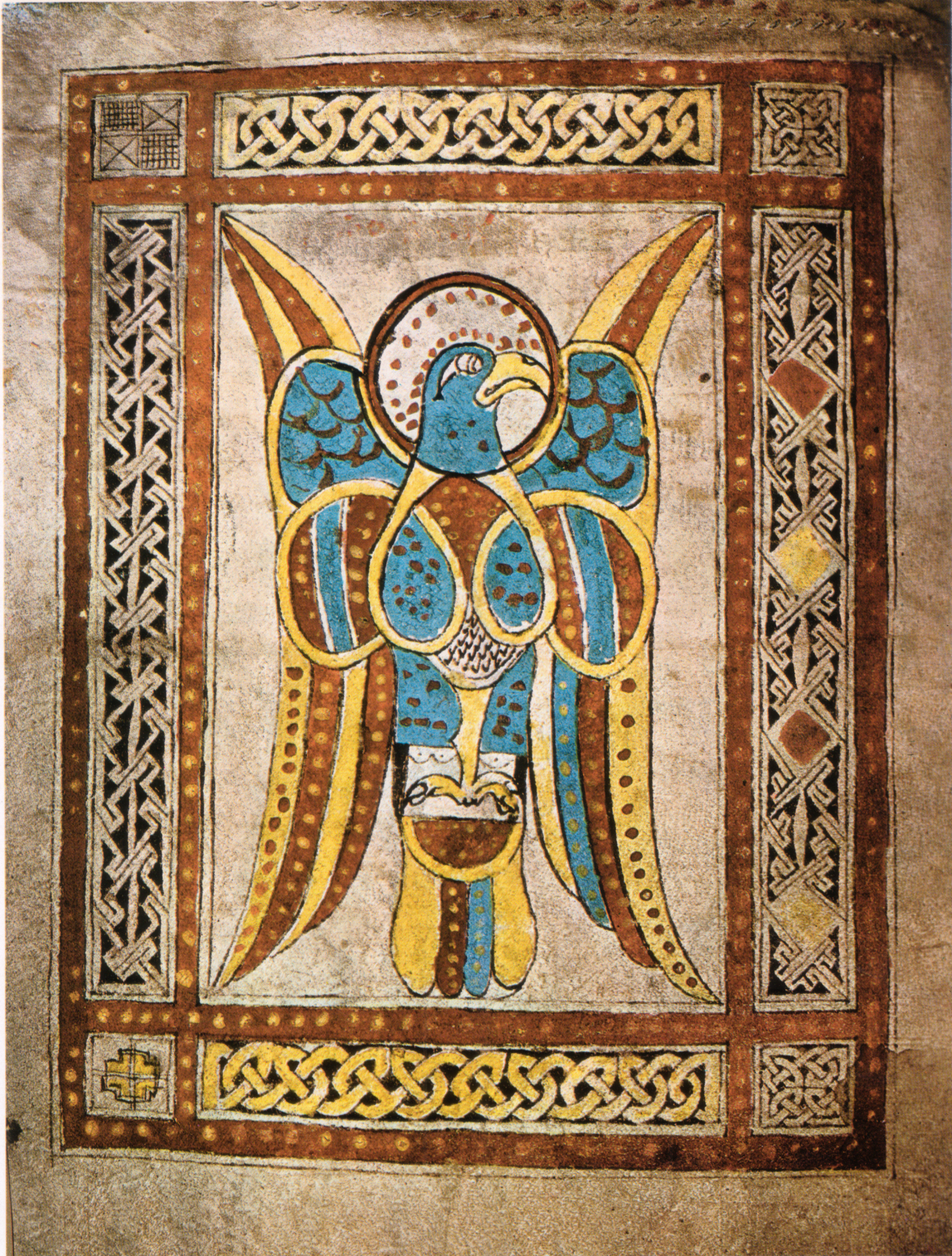
Pagină din Cartea lui Dimma cu magini simple cu antrelacuri, secolul al VIII-lea
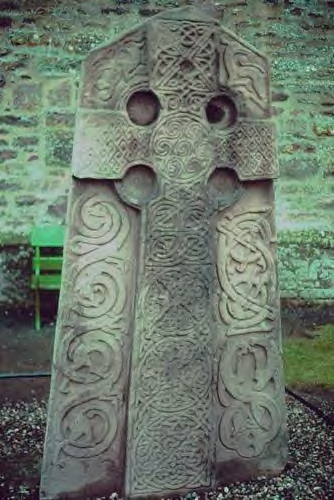
Piatra Kirkyard, din Aberlemo (Scoția), circa 800
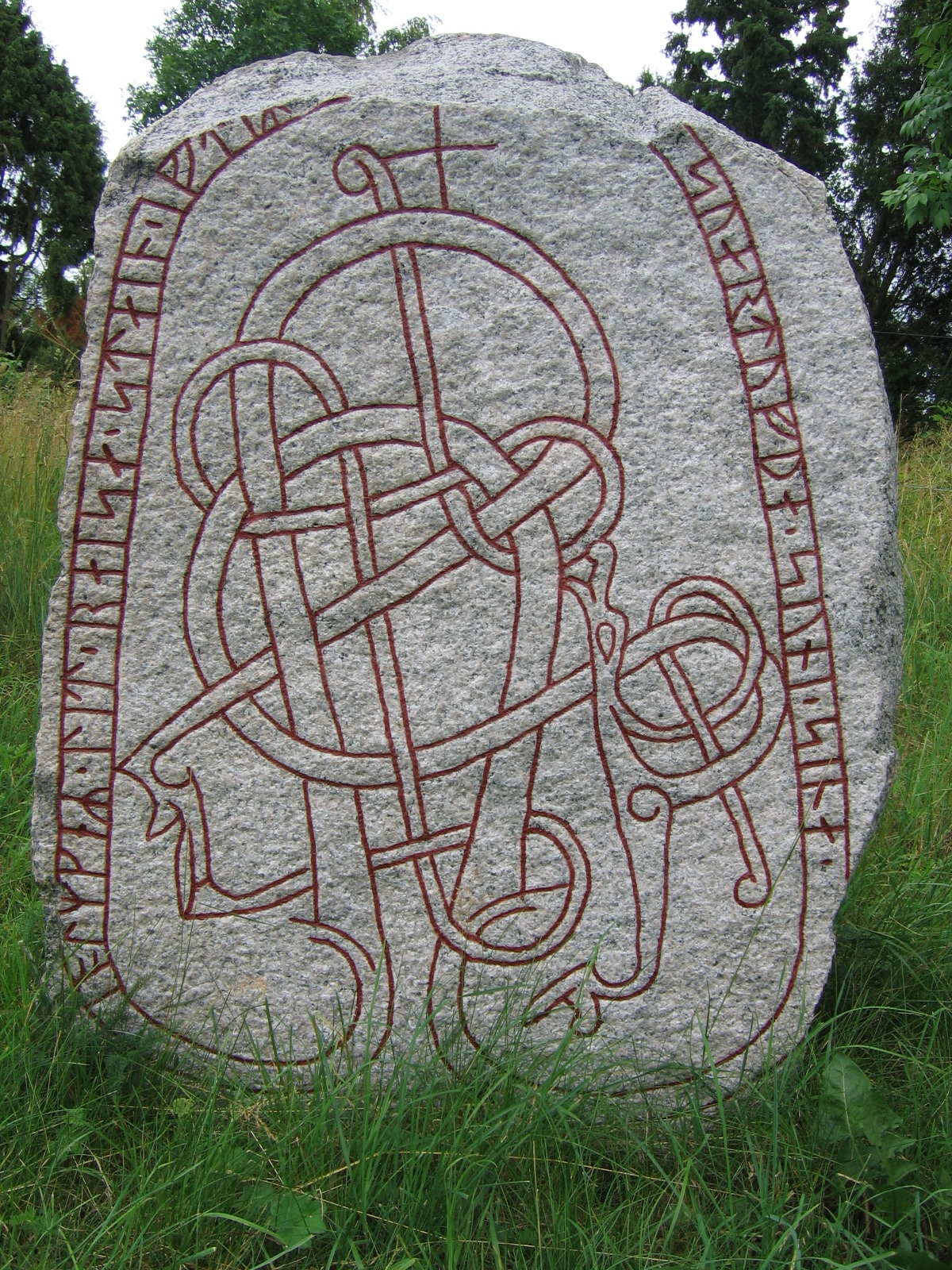
Piatra runică Ärentuna cu un antrelac și un animal, din Uppland (Suedia)
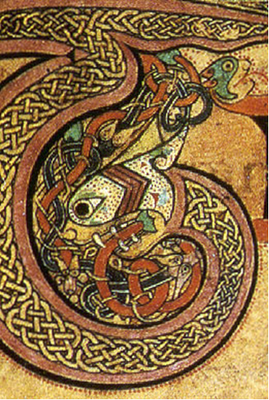
Detaliu al inițialei „T” decorate cu un antrelac, din Cartea din Kells, circa 800
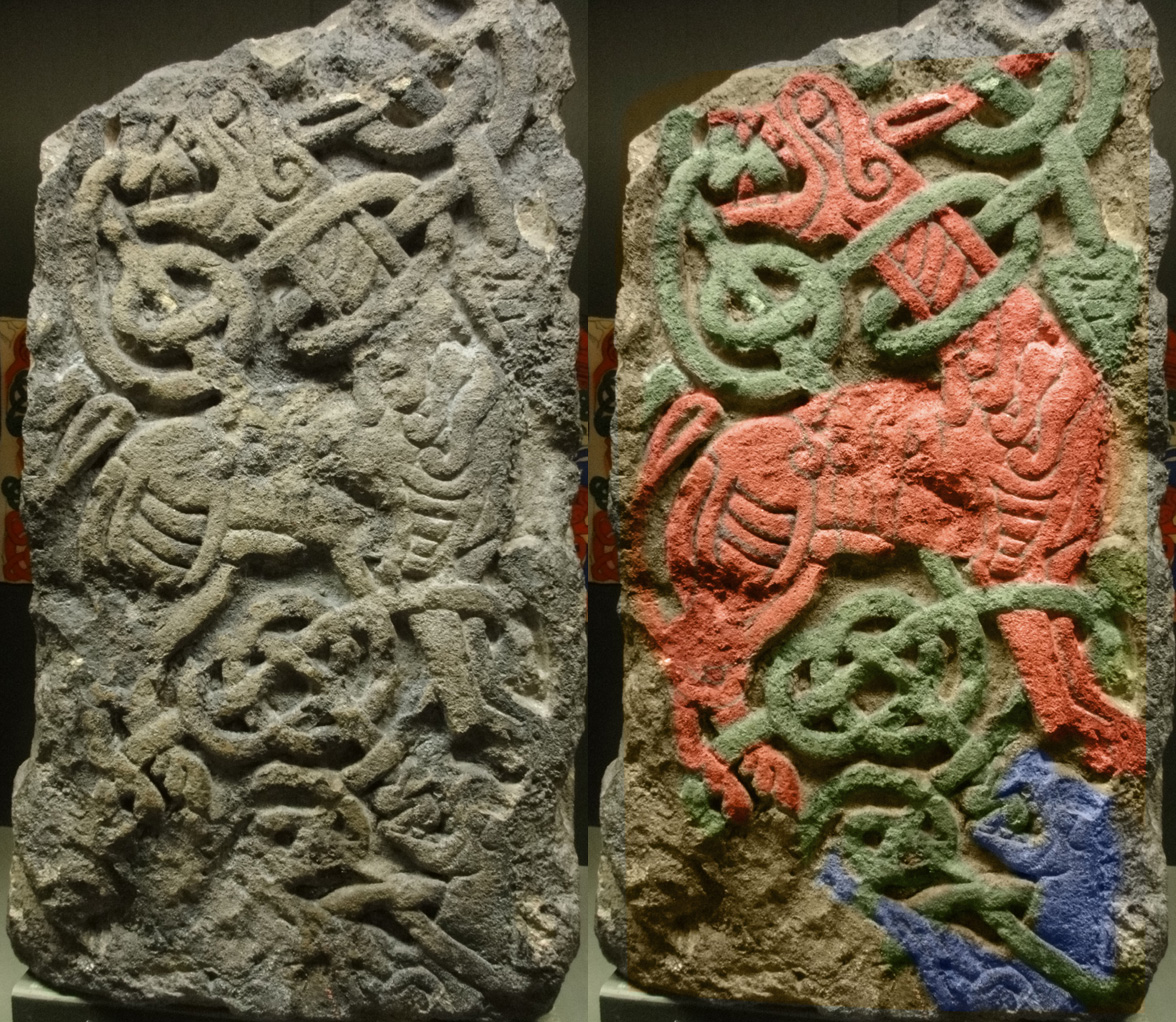
Fragment al unei cruci anglo-saxone din secolul al IX-lea, găsită la St Oswald's Priory (Gloucester)
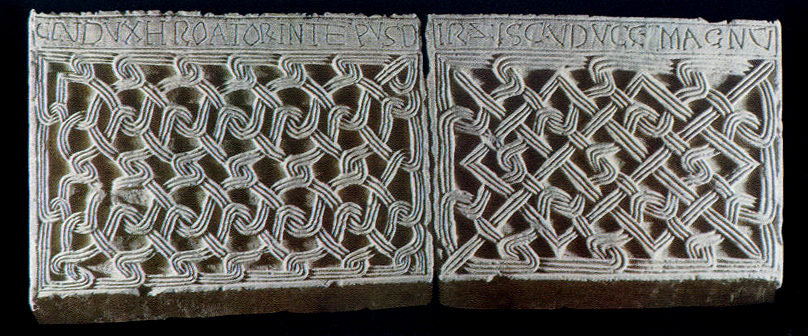
Inscripție a regelui Ștefan Držislav al Croației, secolul al X-lea târziu
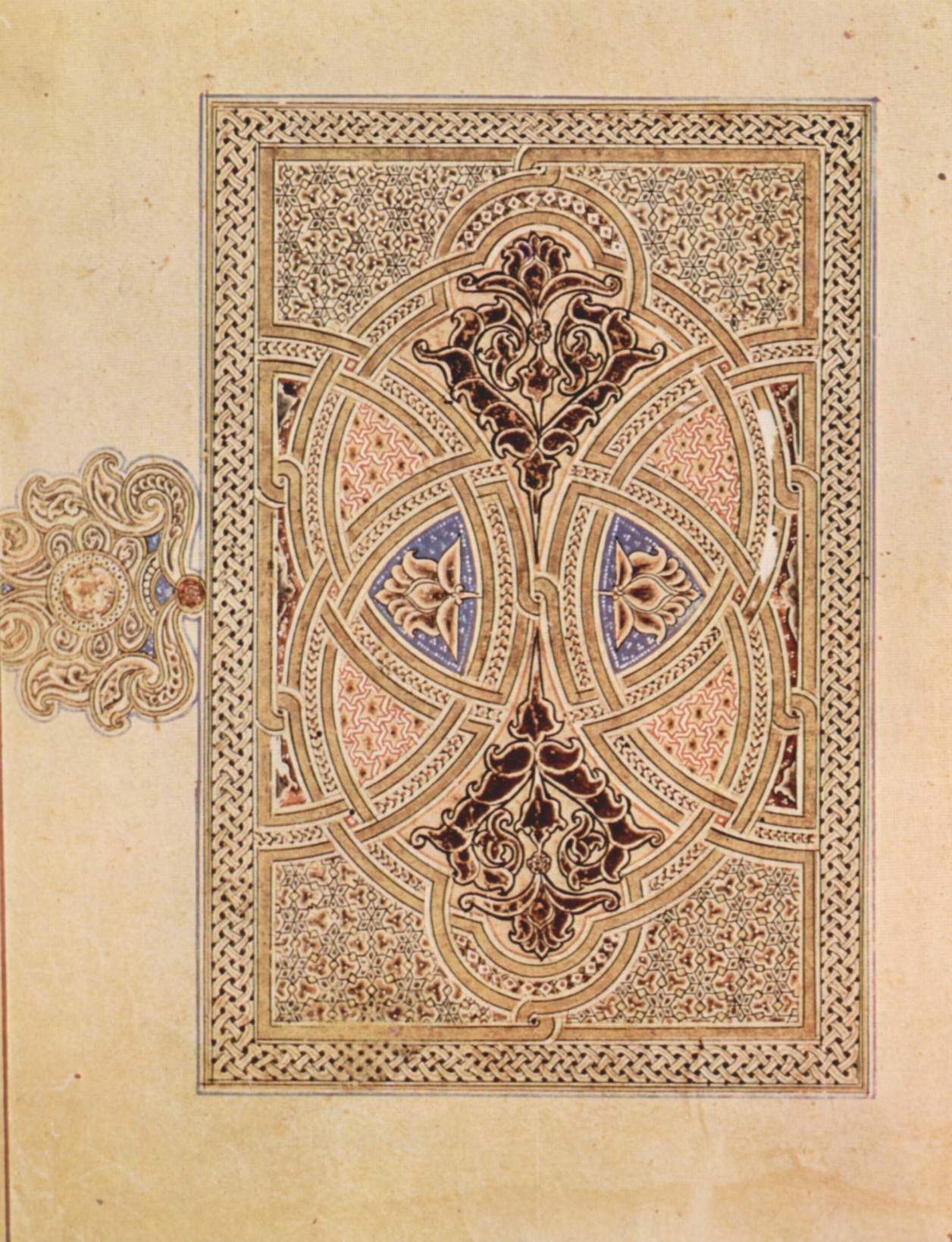
Pagină covor dintr-un manuscris anluminat arab, secolul al XI-lea
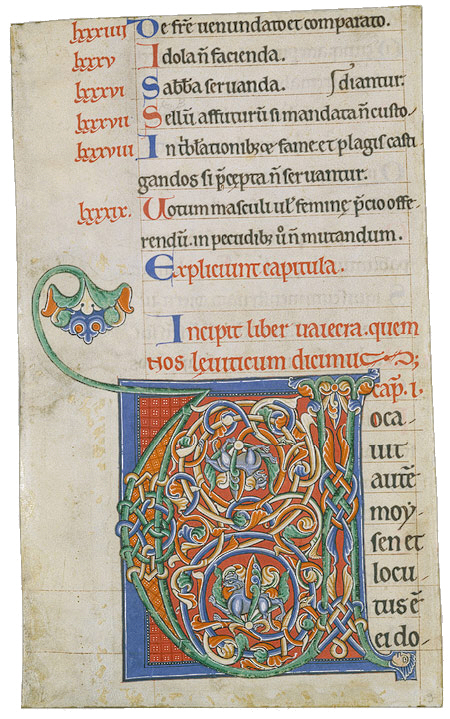
Antrelac vegetal romanic și francez, circa 1175-1195
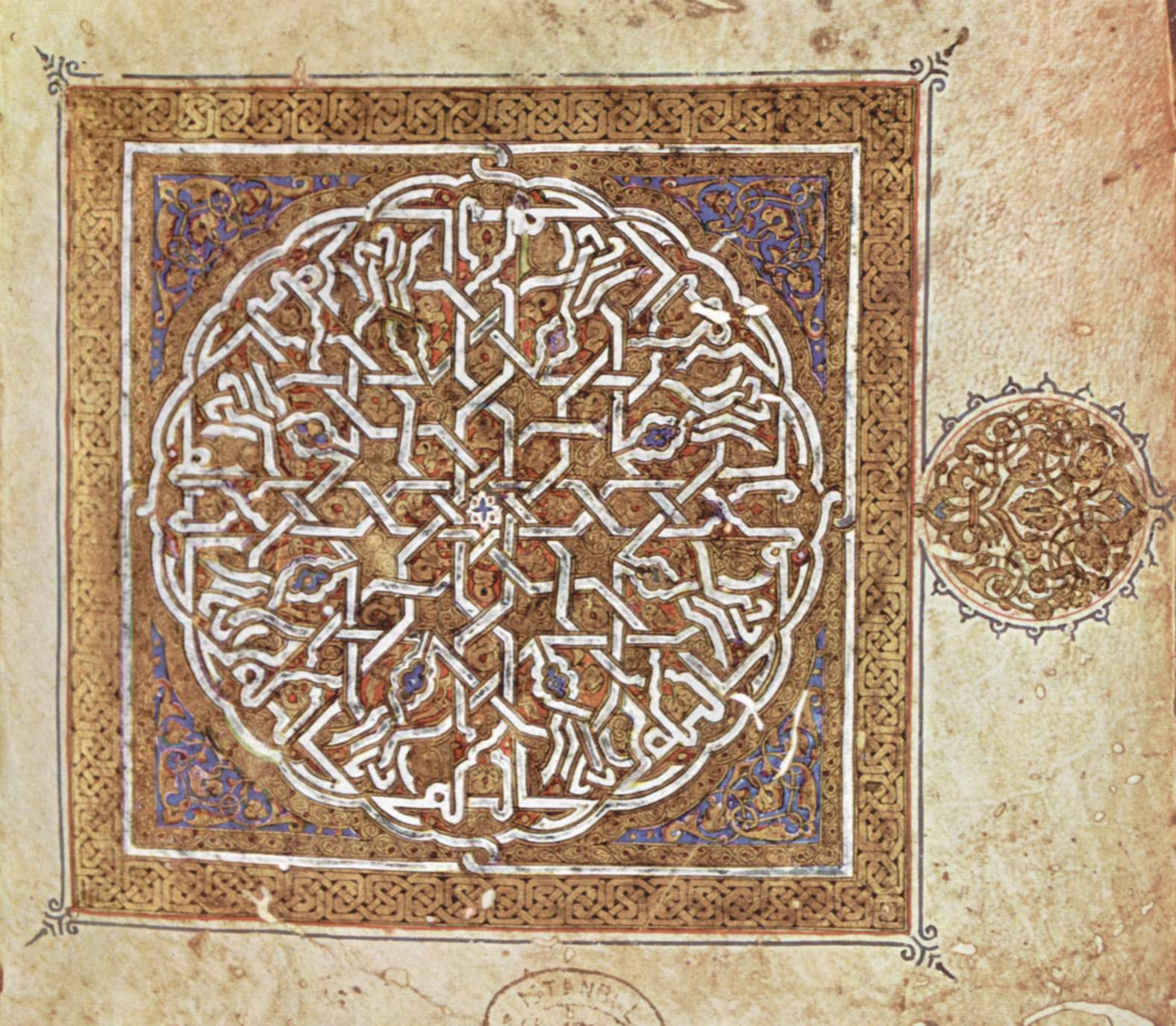
Pagină dintr-un manuscris cu Coranul, cu antrelacuri pe margini, 1182
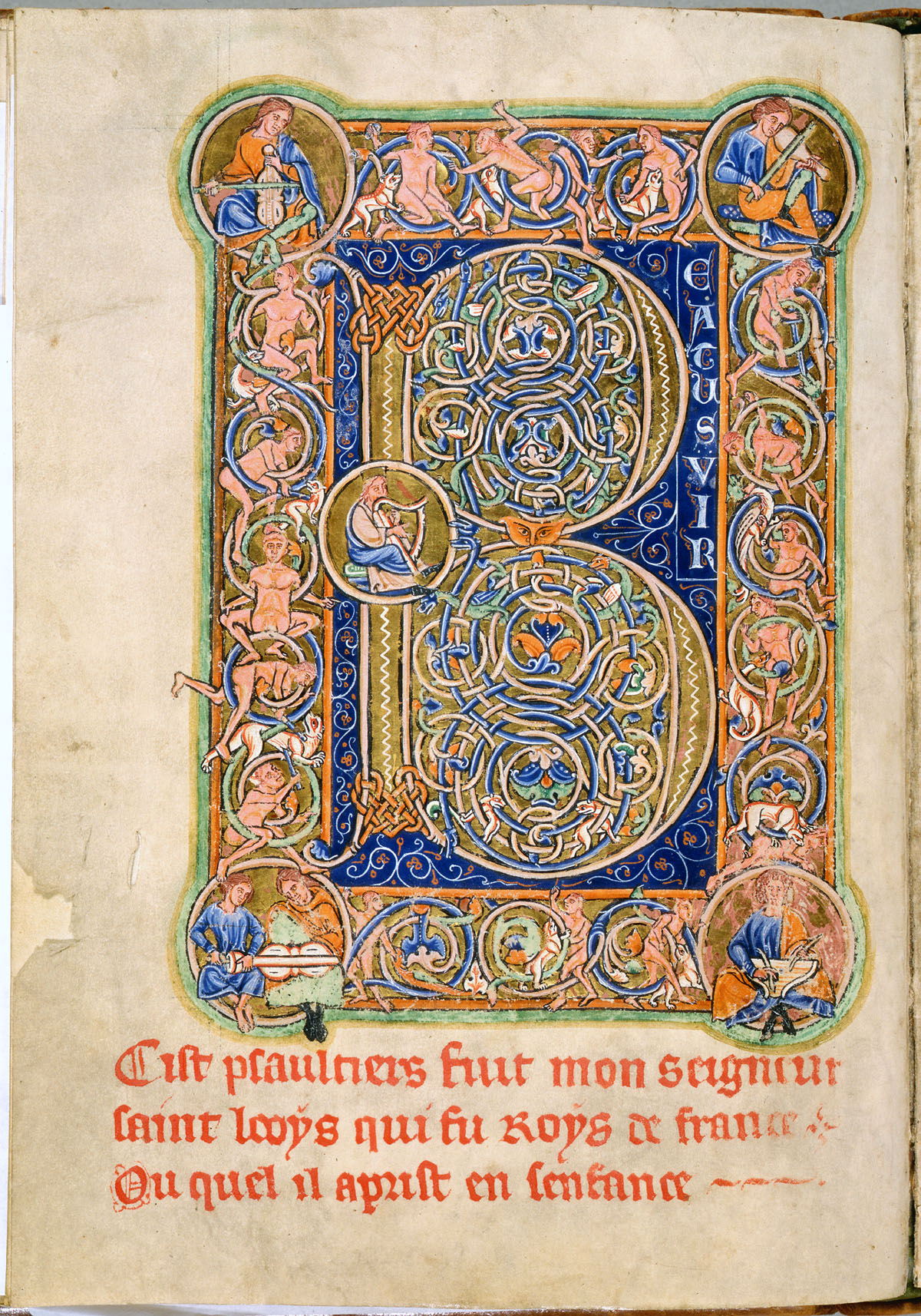
Antrelac romanic, „populat” cu figuri, din Anglia Nordică, 1190-1200
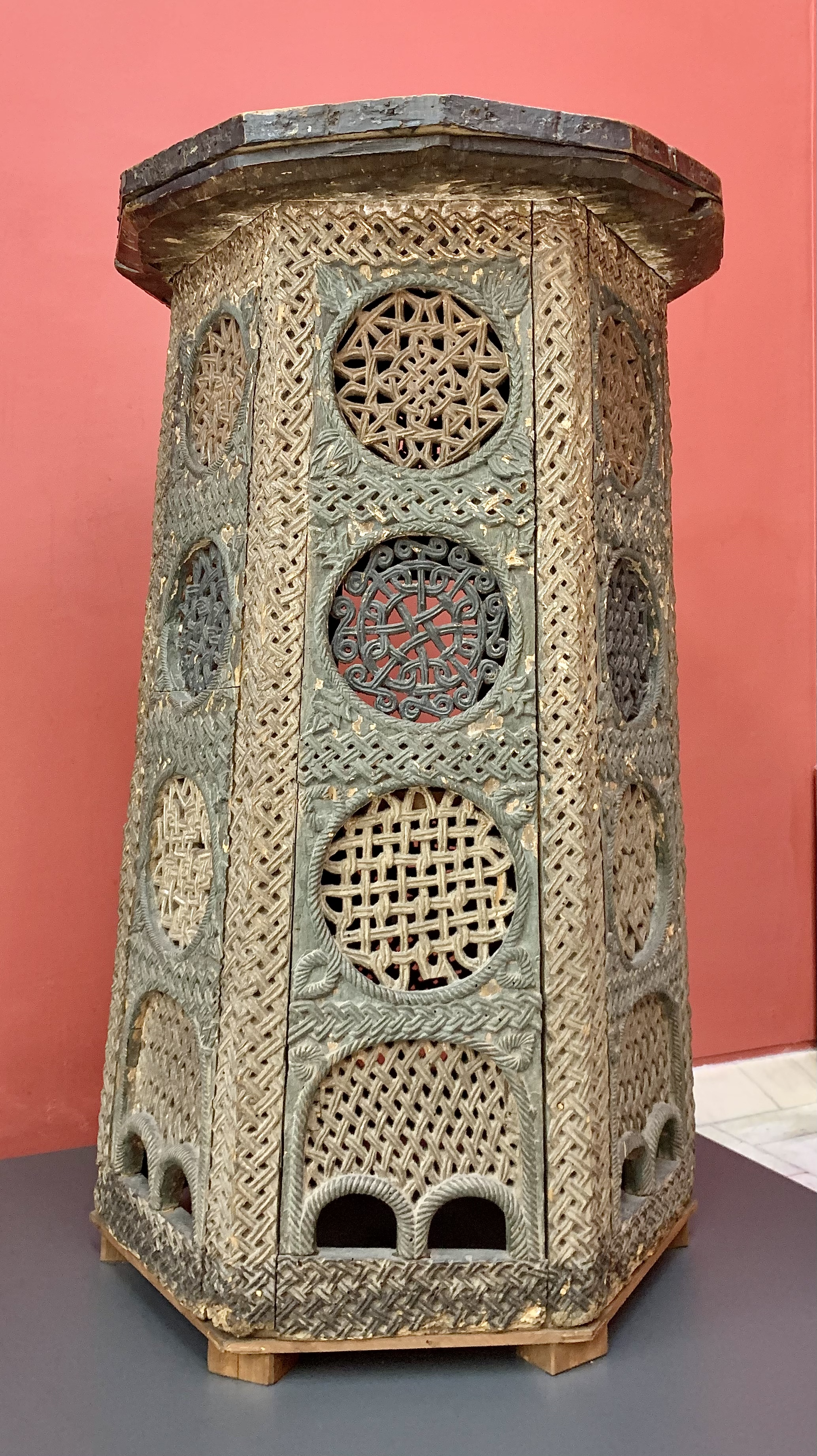
Analoghion românesc medieval cu multe antrelacuri, al II-lea sfert al secolului al XVI-lea
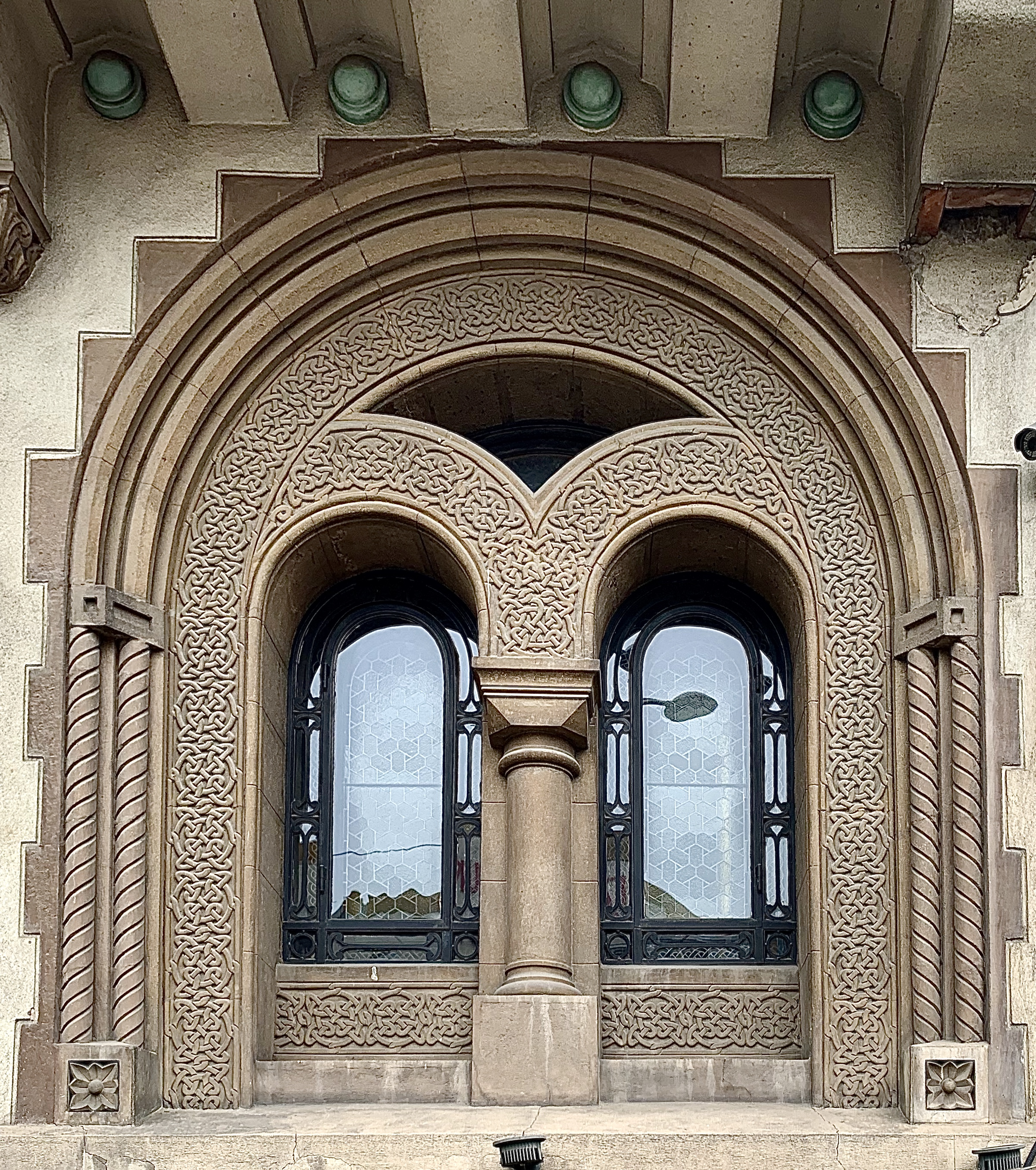
Ferestre neoromânești ale Casei Gheorghe Petrașcu, decorate cu o bandă de antrelacuri, în București